# Zorocrates xilitla
Zorocrates xilitla is een spinnensoort uit de familie Zoropsidae. De soort komt voor in Mexico. 